# Metanefrina
La metanefrina, chiamata anche metadrenalina, è un metabolita intermedio dell'adrenalina prodotto dall'azione dell'enzima catecolo O-metiltransferasi. Secondo alcuni studi clinici, un aumento della concentrazione di metanefrina e di normetanefrina nel plasma sanguigno è fortemente indicativo della presenza di un feocromocitoma, un tipo di neoplasia che origina dalla zona midollare delle ghiandole surrenali.